# Maiara Walsh

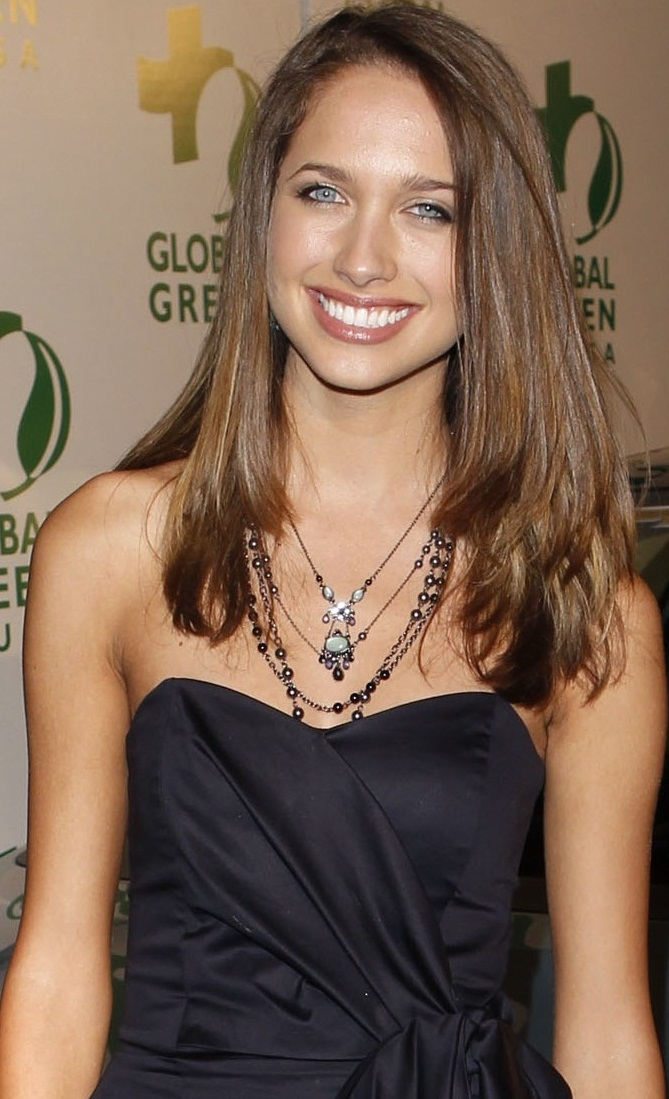
Maiara Walsh (2010)

Maiara Walsh (* 18. Februar 1988 in Seattle, Washington) ist eine US-amerikanische Schauspielerin.

## Leben
Walsh wurde bekannt durch die Rolle der Meena Paroom im Ableger der Fernsehserie Raven blickt durch, Einfach Cory, bei dem sie auch zusammen mit Kyle Massey den Titelsong singt. Sie spielte im Musikvideo zu 7 Things von Miley Cyrus mit und nahm 2007 an den Disney Channel Games teil. Von 2009 bis 2010 spielte sie in der Serie Desperate Housewives die Nichte von Carlos Solis, wobei sie in der fünften Staffel eine Gastrolle und in der sechsten Staffel eine Hauptrolle hatte. 2010 war sie in zwei Folgen der zweiten Staffel von Vampire Diaries zu sehen. Im zweiten Teil von Girls Club 2 – Vorsicht bissig! (2011) spielt sie die „Anführerin“ der Plastics. Im April 2012 bekam sie eine Hauptrolle im Independent-Film Grace. 2013 spielte sie im Film Die Pute von Panem – The Starving Games die Hauptrolle der Kantmiss Evershot.
Walsh spricht neben Englisch fließend Portugiesisch und Spanisch.

## Filmografie (Auswahl)

### Filme
- 2008: Lullabye Before I Wake
- 2009: Skatergirl
- 2009: Revolution (Fernsehfilm)
- 2009: The Prankster
- 2011: Girls Club 2 – Vorsicht bissig! (Mean Girls 2, Fernsehfilm)
- 2011: Empty Sky (Kurzfilm)
- 2012: Last Hours in Suburbia
- 2012: General Education
- 2013: Zombieland (Fernsehfilm)
- 2013: Die Pute von Panem – The Starving Games (The Starving Games)
- 2014: The Jazz Funeral
- 2015: VANish
- 2015: Camp – Tödliche Ferien (Summer Camp)
- 2015: Glitch
- 2016: Hopeless, Romantic (Fernsehfilm)
- 2018: Her Boyfriend’s Secret
- 2019: Babysplitters
- 2019: The Ex Next Door
- 2019: Identity Theft of a Cheerleader (Fernsehfilm)
- 2020: Killer Dream Home (Fernsehfilm)
- 2020: Chasing the Rain
- 2021: Abenteuer au pair (The Secret Diary of an Exchange Student)
- 2021: The Accursed

### Serien
- 2005: Unfabulous (Episode 1x13)
- 2007–2008: Einfach Cory! (Cory in the House, 32 Episoden)
- 2009–2010: Desperate Housewives (12 Episoden)
- 2010: The Secret Life of the American Teenager (Episode 3x11)
- 2010: Vampire Diaries (The Vampire Diaries, 2 Episoden)
- 2012–2013, 2017: Switched at Birth (19 Episoden)
- 2014: Marvel’s Agents of S.H.I.E.L.D. (Episode 1x12)
- 2016: Notorious (2 Episoden)
- 2018: The Last Ship (8 Episoden)
- 2019: Criminal Minds (Episode 14x11)
- 2022–2023: Reis (66 Episoden)
- seit 2022: Good Trouble